# Grytviken

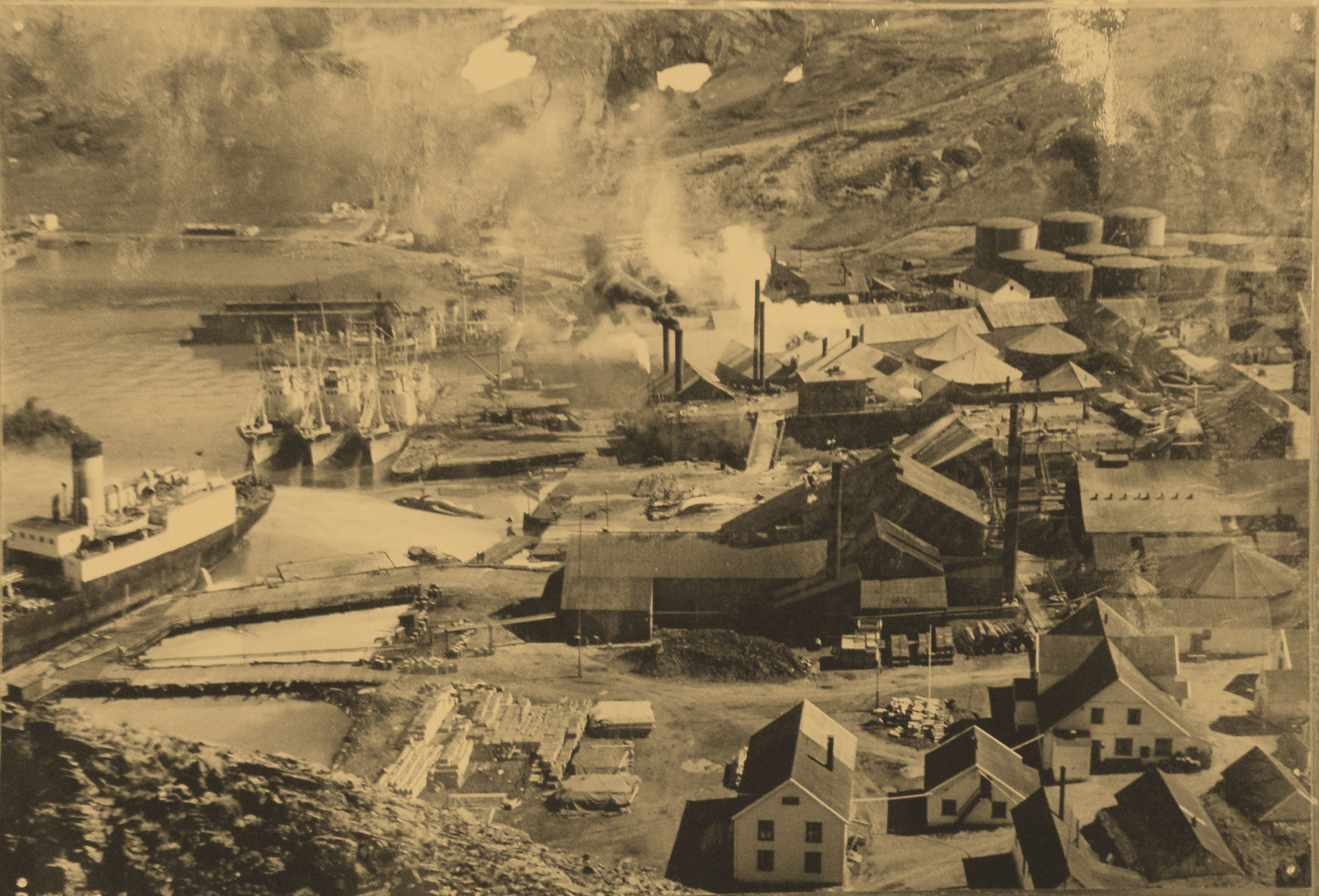
Het walvisverwerkingsstation in vol bedrijf

Grytviken is een havenplaats en voormalig walvisverwerkingsstation op het eiland Zuid-Georgia. Het fungeert samen met het aangrenzende King Edward Point als bestuurlijk centrum van Zuid-Georgia en de Zuidelijke Sandwicheilanden. Het is de enige plaats op Zuid-Georgia. Deze eilanden en deze plaats hebben momenteel geen permanente bewoning meer.

## Geschiedenis
De stichting van de nederzetting Grytviken, op 16 november 1904, wordt toegeschreven aan de Noorse Kapitein Carl Anton Larsen. Hij had zich gevestigd op de randen van Zuid-Georgia die al door walvisjagers waren bezocht. De naam 'Grytviken' is echter Zweeds en betekent 'Potbaai'. Deze naam werd twee jaar eerder gegeven door de Zweedse archeoloog en geoloog Johan Gunnar Andersson, naar de potten die gebruikt werden om levertraan te bereiden.
De beroemde poolonderzoeker Ernest Shackleton ligt begraven op de begraafplaats van Grytviken. Hij overleed in 1922 aan boord van de Quest terwijl deze voor anker lag bij de plaats. Hier liggen ook de herbegraven resten van zijn collega Frank Wild.
In april 1982 (Falklandoorlog) werd Grytviken Argentijns na afloop van een korte slag tegen de Britten. Echter, drie weken daarna hernamen de Britten hun positie in Grytviken. Tot 2001 was er een klein Brits garnizoen op het eiland aanwezig. In 1990 kwam het eiland weer onder civiel bestuur.

## Economie
De stad leefde voornamelijk van de zeer omvangrijke walvisverwerkende industrie en de walvisvaart: blijkens de administratie zijn hier in totaal 175.250 walvissen verwerkt. Ook werd er gejaagd op zeeolifanten. Het werk was er zeer zwaar, maar de verdiensten waren er zo goed dat men na hier enkele jaren gewerkt te hebben, voldoende geld had om in het thuisland bijvoorbeeld een boerderij te kopen.
De haven en de walvisindustrie van Grytviken werden in 1966 officieel gesloten, voornamelijk vanwege de walvisreservaten die grote walvisvaart niet langer mogelijk maakten. De vele (roestige) overblijfselen van deze industrie en van een walvisjager (Petrel) zijn nog steeds beeldbepalend in het dorp.
In 2012 werd een zeereservaat gevestigd van ruim 1 miljoen km².

## Bewoning
Hoewel er in de hoogtijdagen enkele honderden walvisvaarders soms gedurende enkele jaren woonden, waarbij er ook enkele hele gezinnen woonden en kinderen geboren zijn, hebben er zich destijds nooit mensen permanent gevestigd. Van 1992-2006 woonde hier een echtpaar langdurig: Tim en Pauline Carr, de enige mensen die permanente bewoners zijn geweest. Momenteel is permanente bewoning niet meer toegestaan. Er verblijven nu enkel mensen die er beroepshalve moeten verblijven: voornamelijk wetenschappers en er is een kleine militaire aanwezigheid. De enige min of meer vaste bewoonster is momenteel (2019) Sarah Lurcock, directeur van het museum en van South Georgia Heritage Trust. Zij woont er sinds begin jaren '90 zes maanden van het jaar; de overige tijd verblijft ze in het Verenigd Koninkrijk.

## Foto's

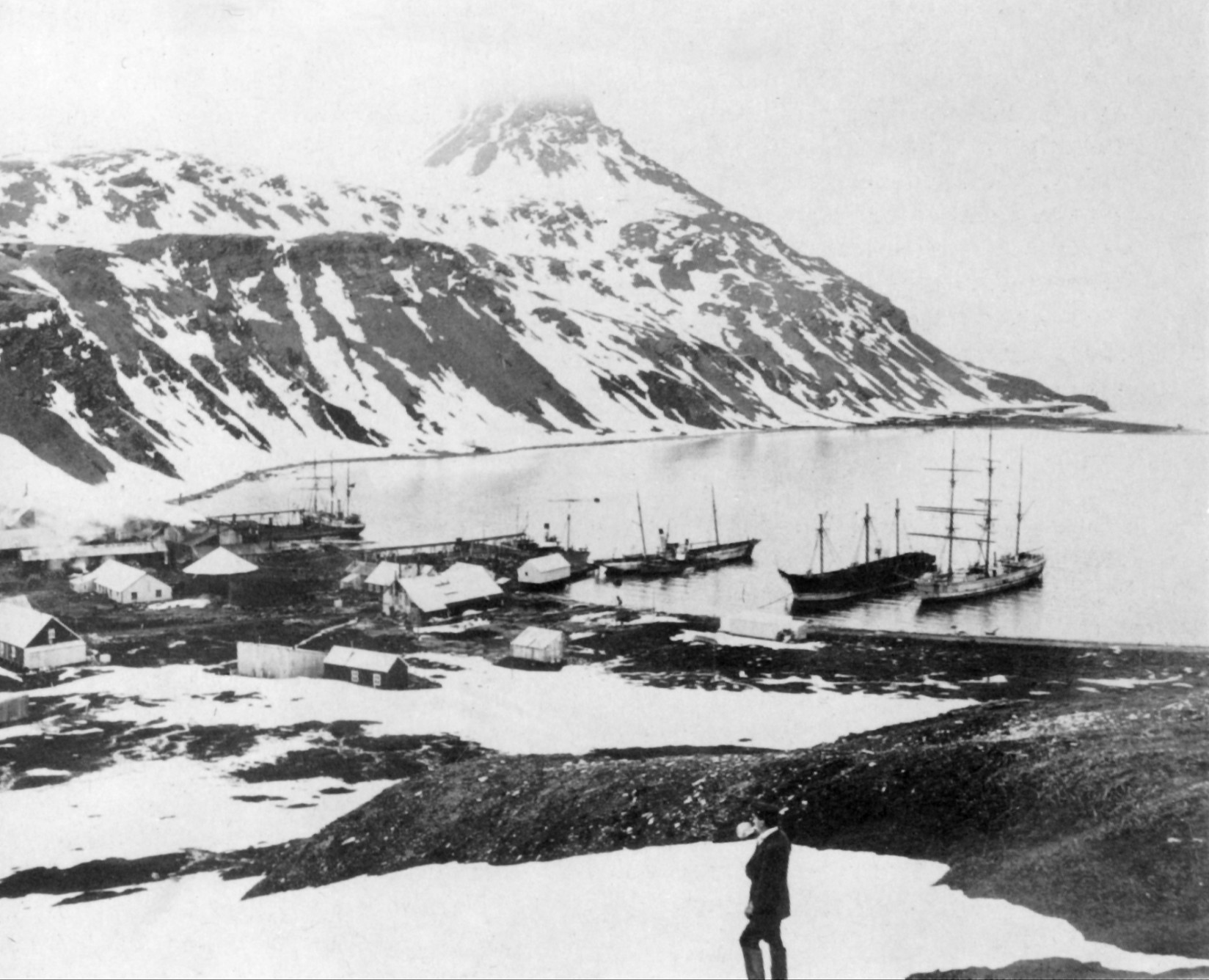
Grytviken, 1914
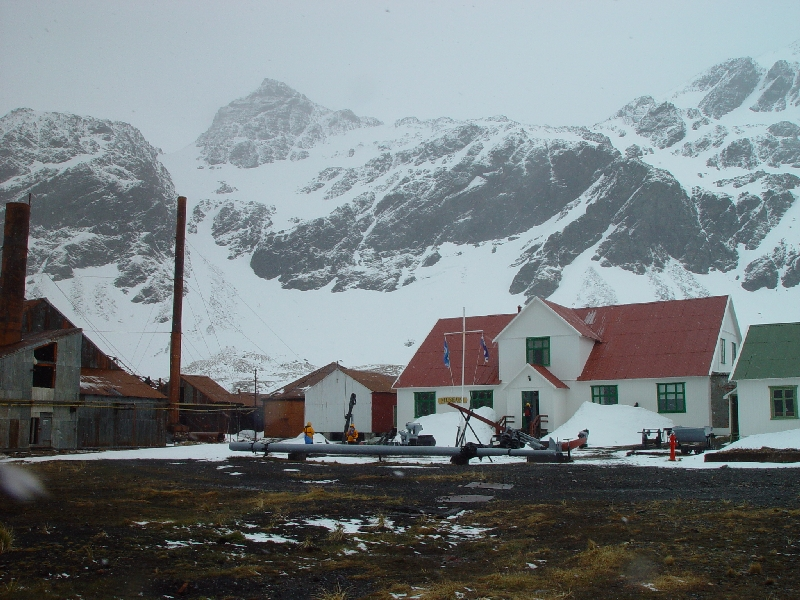
Het museum van Grytviken
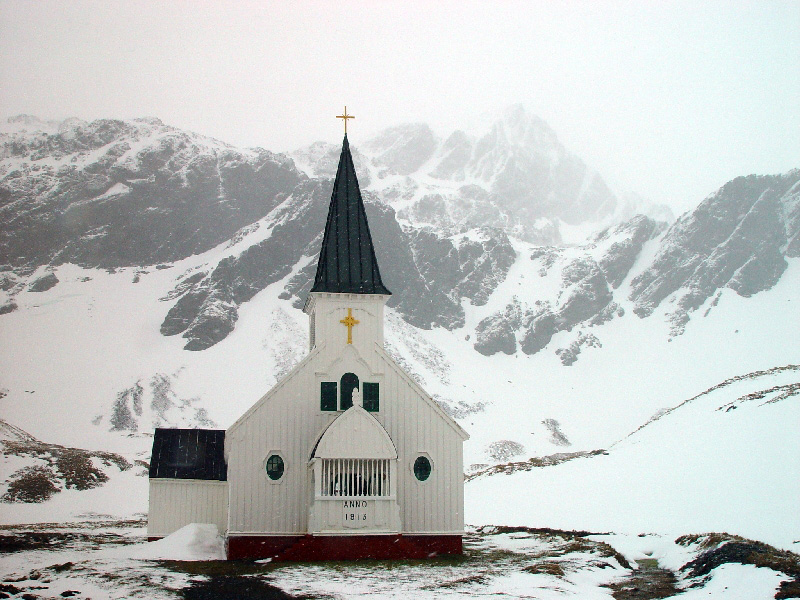
Noorse kerk
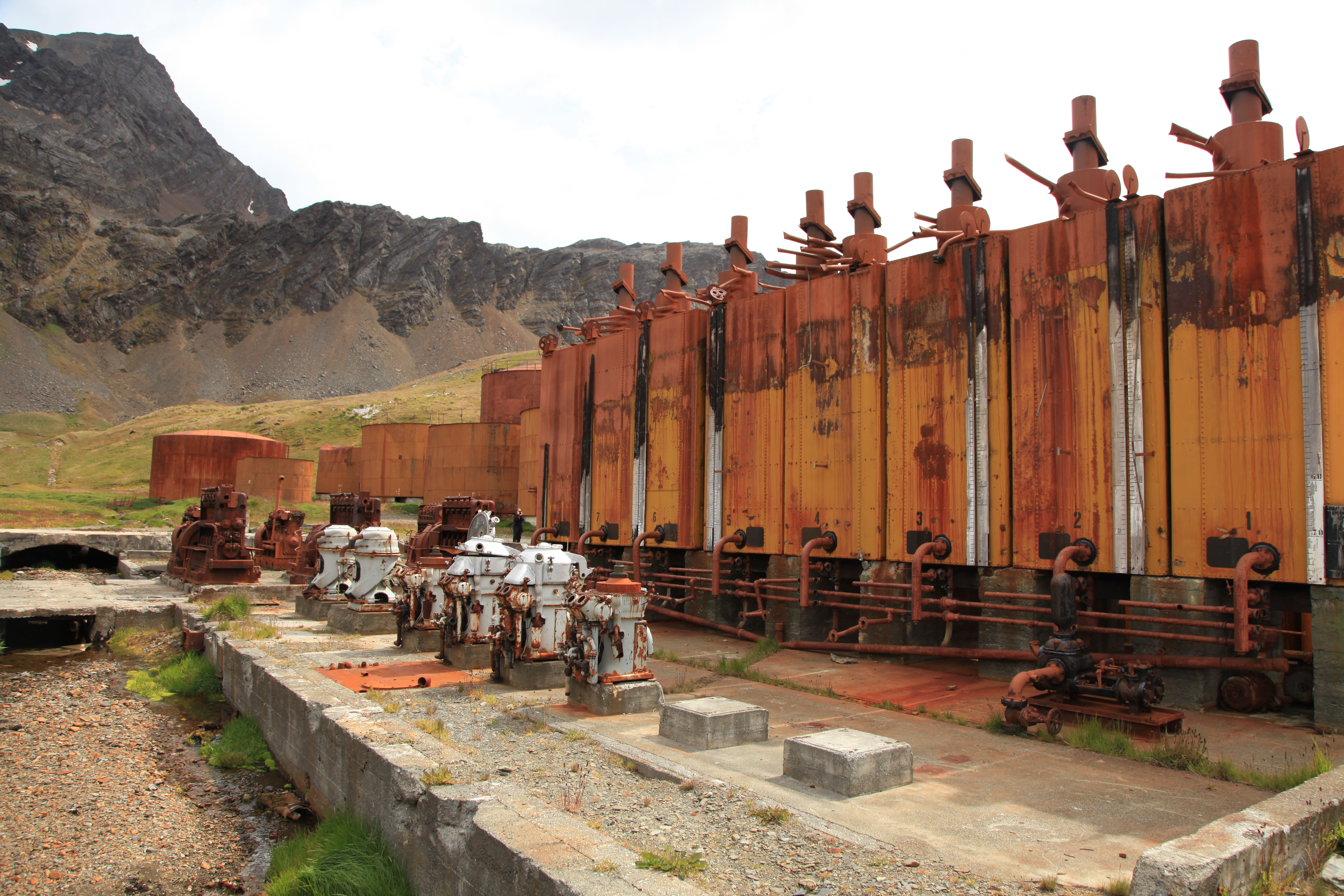
Traankokers; overgebleven van de walvisindustrie
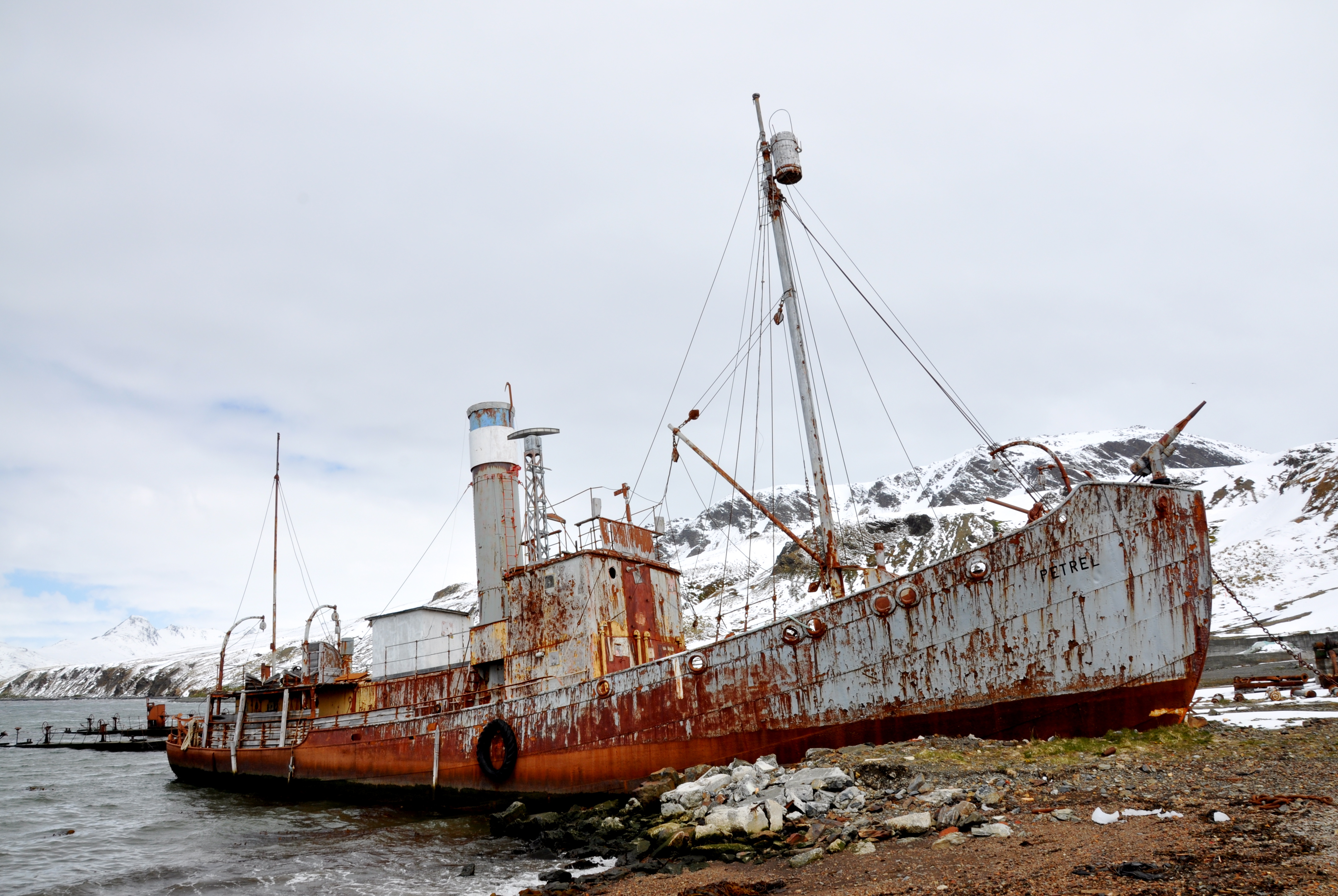
Walvisjager Petrel
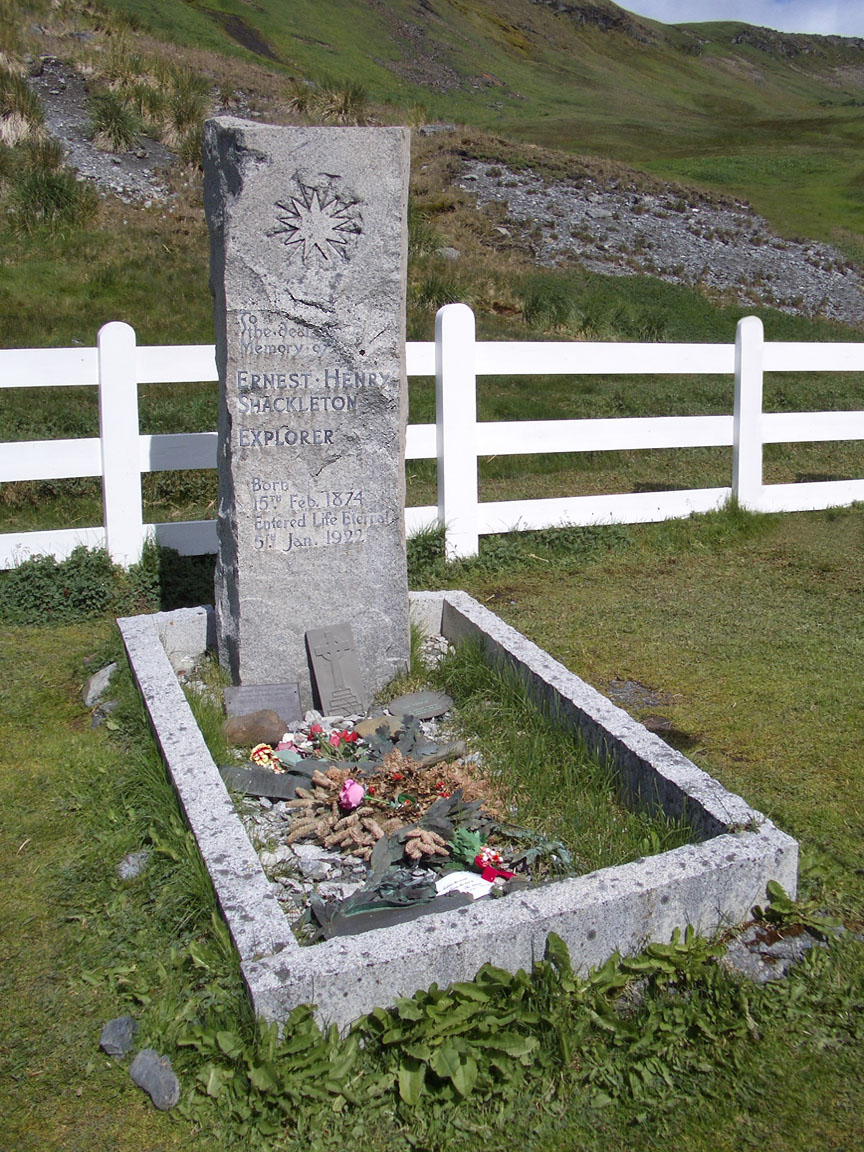
Het graf van Shackleton